# Kärrsjön (Asarums socken, Blekinge)
Kärrsjön är en sjö i Karlshamns kommun i Blekinge och ingår i Mörrumsåns huvudavrinningsområde. Sjön har en area på 0,173 kvadratkilometer och ligger 52,3 meter över havet.

## Delavrinningsområde
Kärrsjön ingår i det delavrinningsområde (624076-143586) som SMHI kallar för Mynnar i Mörrumsåns vattendragsyta. Medelhöjden är 75 meter över havet och ytan är 3,26 kvadratkilometer. Räknas de 3 avrinningsområdena uppströms in blir den ackumulerade arean 18,34 kvadratkilometer. Vattendraget som avvattnar avrinningsområdet har biflödesordning 2, vilket innebär att vattnet flödar genom totalt 2 vattendrag innan det når havet efter 16 kilometer. Avrinningsområdet består mestadels av skog (85 procent). Avrinningsområdet har 0,5 kvadratkilometer vattenytor vilket ger det en sjöprocent på 3,1 procent. Bebyggelsen i området täcker en yta av 0,09 kvadratkilometer eller 1 procent av avrinningsområdet.